# Георги Минчев (футболист, р. 1995)
Вижте пояснителната страница за други личности с името Георги Минчев.
Георги Пламенов Минчев е български футболист, централен нападател, национал на България.

## Състезателна кариера
Юноша на Аристон Русе, където започва да тренира през 2006 г., през 2008 г. преминава в Академия Литекс, като играе за всички младежки формации на тима и печели шампионска титла до 17 години през 2010/11 и титла до 19 години през 2012/13 и 2013/14. 
Играе на позиция нападател. Попада в първия състав през 2012 г., но не записва участие в официален мач. Дебютира за първия състав през 2013 г. През лятото на 2016 г. подписва с ЦСКА София, като през сезона играе за дубъла на „армейците“, но тренира и с мъжкия състав. През сезон 2017/18 е отдаден под наем в Царско село, а след това е и закупен от тима. През декември 2019 г. има индикации, че ще напуска тима, но в крайна сметка остава там. На 18 юли 2020 г. преминава в Локомотив Пловдив.
Изиграва 6 мача за националния отбор на България до 17 години, 5 мача за тима до 19 години като и участва на Европейското първенство до 19 години през 2014 г., както и 9 мача с 2 гола за отбора до 21 години. Дебютира за националния отбор на България на 1 юни 2021 г. при равенството 1:1 със Словакия в контролна среща.